# Hedż-Hor
Hedż-Hor – władca starożytnego Egiptu z dynastii 0. Serech z jego imieniem znaleziono we wschodniej delcie Nilu oraz na naczyniu z Tura. Niektórzy egiptolodzy uważają, że jest on jednym z pokonanych władców przedstawionych na palecie Narmera (Ua-Szi).

## Imię
| G5 |

| G5 |

| T3 | T3 | T3 |

| T3 | T3 | T3 |

| T3 | T3 | T3 |

| T3 | T3 | T3 |

| G5 |

| G5 |

| T3 | T3 | T3 |

| T3 | T3 | T3 |

| T3 | T3 | T3 |

| T3 | T3 | T3 |